# دووریتسا
دووریتسا (به صربی: Dvorica) یک روستا در صربستان است که در ناحیه پوموراولیه واقع شده‌است.
 دووریتسا  ۲۴۶ نفر جمعیت دارد.